# Élections impériales de 1764
L'élection impériale de 1764 est la vingt-deuxième élection, depuis la promulgation de la Bulle d'or de 1356, permettant d'élire le futur Empereur du Saint-Empire romain. Elle a eu lieu le 27 mars 1764, à la demande de l'empereur François-Étienne, afin de permettre la désignation de son fils aîné, l'archiduc Joseph, comme héritier de l'Empire et donc roi des Romains. L'empereur meurt un an plus tard, le 18 août 1765, et son fils lui succède sous le nom de Joseph II. 

## Contexte
La rivalité que l'on appelle dualisme austro-prussien donne lieu à plusieurs guerres. La Prusse remporte les deux guerres de Silésie et obtient la Silésie tandis que la guerre de Succession d'Autriche s'achève en faveur de l'Autriche. C'est Charles VII, membre de la famille des Wittelsbach, qui avec l'appui de la France monte sur le trône après cette guerre de succession en 1742. Toutefois, ce dernier ne parvient pas à s'imposer et à sa mort en 1745, les Habsbourg-Lorraine montent de nouveau sur le trône en la personne de François Ier, l'époux de Marie-Thérèse.
Ces conflits comme la guerre de Sept Ans sont désastreux pour l'Empire. Les Habsbourg, contrariés par l'alliance de nombreux États impériaux avec la Prusse et par l'élection d'un empereur n'étant pas un Habsbourg, misent encore plus qu'avant sur une politique concentrée sur l'Autriche et sa puissance. Les institutions de l'Empire sont devenues les scènes secondaires de la politique de puissance et la constitution de l'Empire est loin d'être en phase avec la réalité. À travers l'instrumentalisation de la Diète d'Empire, la Prusse essaie d'atteindre l'Empire et l'Autriche.
En 1764, l'empereur décide d'organiser l'élection de son héritier, et soutient son fils aîné, l'archiduc Joseph d'Autriche.

## Princes-électeurs
Les neuf princes-électeurs appelés à élire le successeur de François Ier étaient (dans l'ordre de vote défini par la Bulle d'or de 1356) :
| Électorat     | Prince-électeur | Prince-électeur                             | Titres                                                       | Vote              |
| ------------- | --------------- | ------------------------------------------- | ------------------------------------------------------------ | ----------------- |
| · Trèves      |                 | Jean-Philippe de Walderdorff                | Archevêque de Trèves                                         | Joseph d'Autriche |
| · Cologne     |                 | Maximilien-Frédéric de Königsegg-Rothenfels | Archevêque de Cologne                                        | Joseph d'Autriche |
| · Bohême      |                 | Marie-Thérèse d'Autriche                    | Reine de Bohême Reine de Hongrie Archiduchesse d'Autriche... | Joseph d'Autriche |
| · Bavière     |                 | Maximilien III Joseph de Bavière            | Électeur de Bavière                                          | Joseph d'Autriche |
| Palatinat     |                 | Charles-Théodore du Palatinat               | Comte palatin                                                | Joseph d'Autriche |
| · Saxe        |                 | Frédéric-Auguste III de Saxe                | Électeur de Saxe                                             | Joseph d'Autriche |
| · Brandebourg |                 | Frédéric II de Prusse                       | Électeur de Brandebourg Roi de Prusse                        | Joseph d'Autriche |
| · Hanovre     |                 | George III de Hanovre                       | Électeur de Hanovre Roi de Grande-Bretagne Roi d'Irlande     | Joseph d'Autriche |
| · Mayence     |                 | Emeric-Joseph de Breidbach de Burrisheim    | Archevêque de Mayence                                        | Joseph d'Autriche |

## Élection et conséquences
Le 27 mars 1764, l'archiduc Joseph, fils de l'empereur François-Étienne et de son épouse la reine et impératrice Marie-Thérèse d'Autriche, est élu roi des Romains et héritier impérial. L'année suivante, en 1765, l'empereur meurt à Innsbruck, juste après le mariage de son second fils, Léopold, avec l'infante Marie-Louise d'Espagne. Son oraison funèbre est prononcée par Corneille-François de Nélis le 9 novembre 1765 dans l'église Sainte-Gudule ; il est inhumé à Vienne dans le caveau familial des Capucins.
Joseph II devient alors le nouvel empereur du Saint Empire, et devient aussi corégent avec sa mère. Mais, il n'était chargé que de la représentation et des affaires militaires et exclu de la politique étrangère et des décisions politiques internes de l'empire. Finalement, plein de rancœur contre la manière dont sa mère lui liait les mains, il décida de voyager en Italie, ses sœurs Marie-Caroline et Marie-Amélie sont reine de Naples et duchesse de Parme, son frère Léopold, grand-duc de Toscane tandis que leur cadet Ferdinand a épousé l'héritière du duché de Modène et s'apprête à succéder à son beau-père comme gouverneur de Lombardie. Il voyage aussi en France, l'impératrice s'inquiétant de la stérilité du couple royal. Il parcourt les terres de la Couronne. Par deux fois, il rencontra Frédéric II et la tsarine Catherine II en 1780. La même année, sa mère, l'impératrice Marie-Thérèse, mourut. Il succède ainsi à sa mère en 1780 comme roi de Hongrie, titre qu'elle avait conservé.